# Вулиця Івана Камишева
Ву́лиця Іва́на Ка́мишева — вулиця у Салтівському районі міста Харкова. Пролягає між вулицями Академіка Павлова та Артема Веделя. Нумерація будинків починається від вулиці Академіка Павлова.

## Походження назви
Вулиця названа на честь героя Радянського Союзу Івана Камишева. На будинку № 79 є відповідна анотаційна дошка.

## Опис вулиці

Меморіальна дошка Володимиру Захарову на будівлі спорткомплекса «Турбініст» (будинок 26)

Довжина вулиці — 2 080 метрів. Покриття від початку вулиці і до перетину з проспектом Льва Ландау — асфальт, потім до кінця вулиці — бруківка. Починається на розі з вулицею Академіка Павлова і закінчується на розі з вулицею Артема Веделя. Напрям із Заходу на схід.
Від початку вулиці з непарної сторони примикає Білостоцький в'їзд (після будинку № 5), з парної — вулиця Михайлика (після будинку № 14). Потім Перша Поперечна вулиця (з парної, б. № 24/13). Далі вулицю перетинають: вулиця Фісановича (б. № 21, 26), вулицею Євгена Храпка (б. № 33, 34), вулиця Леоніда Бикова (б. № 35а, 40), проспект Льва Ландау (б. № 39, 44), вулиця Верещагіна (б. № 57а, 64а), Каунаська вулиця (69, 78), Банківський провулок (б. № 75, 86), Кольський провулок (б. № 81, 94).
Автомобільний рух — по одній смузі в кожну сторону. Світлофор один, на перетині з проспектом Льва Ландау, 4 пішохідних переходи. Розмітки після проспекту Льва Ландау немає. Тротуар від початку вулиці і до перетину з проспектом Льва Ландау обладнаний лише по парній стороні, далі тротуари відсутні.
Забудова на початку вулиці по більшій мірі двоповерхова. Після перетину з проспектом Льва Ландау лише приватні будинки.
Комерційно вулиця розвинута слабко. До перетину з проспектом Льва Ландау протягом усієї довжини розташовані кілька крамниць і кіосків переважно продуктові. Також є невелика кількість комерційних установ, які займаються торгівлею промисловим і будівельним обладнанням.

## Будинки і споруди

### Парна сторона
- Будинок № 8 — Харківський міський шкірно-венерологічний диспансер № 2
- Будинок № 16 — Харківський професійний будівельний ліцей
- Будинок № 18а — ТОВ "Науково-виробниче підприємство «Карсіс»
- Будинок № 26 — Спортивний комплекс (стадіон) ВАТ «Турбоатом» — «Турбініст»
- Будинок № 36 — Дошкільний навчальний заклад (яслі-сад) № 292

### Непарна сторона
- Будинок № 7 — ТОВ "Науково-комерційна фірма "Харківський завод «Електробритва»
- Будинок № 35 — Філія Харківської міської поліклініки № 20
- Будинок № 37 — Харківський професійний поліграфічний ліцей

## Транспорт
Безпосередньо по вулиці громадський транспорт не ходить.

### Трамвай
- Маршрут № 16 та 16а (Салтівська-Салтівська) — зупинка вулиця Івана Камишева розташована в 100 метрах від початку на вулиці Академіка Павлова біля початку парку Пам'яті.
- Маршрут № 27 (Салтівська-Новожанове) — зупинка вулиця Івана Камишева розташована в 100 метрах від початку на вулиці Академіка Павлова біля початку парку Пам'яті.

### Тролейбус
- Маршрут № 19 (602-й мікрорайон-вул. Одеська) — зупинка вулиця Івана Камишева розташована на розі з Проспектом Льва Ландау.
- Маршрут № 20 (Ст. метро «Турбоатом»-602-й мікрорайон, лише по буднім в годину «пік») — зупинка Вулиця Камишева розташована на розі з Проспектом Льва Ландау.
- Маршрут № 31 (Ст. метро «Турбоатом»-вулиця Наталії Ужвій) — зупинка вулиця Івана Камишева розташована на розі з Проспектом Льва Ландау.
- Маршрут № 35 (вулиця Одеська-вулиця Наталії Ужвій) — зупинка вулиця Івана Камишева розташована на розі з Проспектом Льва Ландау.
- Маршрут № 63 (Ст. метро «Академіка Барабашова»-Залізнична станція «Основа», лише по вихідних з 7 до 16 години) — зупинка вулиця Івана Камишева розташована на розі з Проспектом Льва Ландау.

### Метрополітен
- Ст. метро «Академіка Барабашова» — у 1 100 метрах від початку вулиці.

### Маршрутні таксі
- Маршрут № 11е (Григорівське шосе-602-й мікрорайон) — зупинка вулиця Івана Камишева розташована на розі з Проспектом Льва Ландау.
- Маршрут № 205е (602-й мікрорайон-вул. Одеська) — зупинка вулиця Івана Камишева розташована на розі з Проспектом Льва Ландау.
- Маршрут № 213е (Ст. метро «Академіка Барабашова»-Ст. метро «Індустріальна») — зупинка вулиця Івана Камишева розташована на розі з Проспектом Льва Ландау.
- Маршрут № 259е (Мікрорайон «Північний-5»-вул. Одеська) — зупинка вулиця Івана Камишева розташована на розі з Проспектом Льва Ландау.
- Маршрут № 267е (Парк «Зустріч»-Ст. метро «Академіка Барабашова») — зупинка вулиця Івана Камишева розташована на розі з Проспектом Льва Ландау.

### Автобуси
- Маршрут № 7е (Ст. метро «Академіка Барабашова»-28-й мікрорайон) — зупинка вулиця Івана Камишева розташована на розі з Проспектом Льва Ландау.
- Маршрут № 11е (Григорівське шосе-602-й мікрорайон) — зупинка вулиця Івана Камишева розташована на розі з Проспектом Льва Ландау.
- Маршрут № 107е (вул. Наталії Ужвій-вул. Одеська) — зупинка вулиця Івана Камишева розташована на розі з Проспектом Льва Ландау.
- Маршрут № 152е (522-й мікрорайон-Аеропорт) — зупинка вулиця Івана Камишева розташована на розі з Проспектом Льва Ландау.
- Маршрут № 201е (Ст. метро «Академіка Барабашова»-8-й Хлібзавод) — зупинка вулиця Івана Камишева розташована на розі з Проспектом Льва Ландау.
- Маршрут № 205е (602-й мікрорайон-вул. Одеська) — зупинка вулиця Івана Камишева розташована на розі з Проспектом Льва Ландау.
- Маршрут № 213е (Ст. метро «Академіка Барабашова»-Ст. метро «Індустріальна») — зупинка вулиця Івана Камишева розташована на розі з Проспектом Льва Ландау.
- Маршрут № 225е (Ст. метро «Академіка Барабашова»-Залізнична станція «Основа») — зупинка вулиця Івана Камишева розташована на розі з Проспектом Льва Ландау.
- Маршрут № 255е (Ст. метро «Академіка Барабашова»-Аеропорт) — зупинка вулиця Івана Камишева розташована на розі з Проспектом Льва Ландау.
- Маршрут № 294е (Ст. метро «Турбоатом»-вул. Наталії Ужвій) — зупинка вулиця Івана Камишева розташована на розі з Проспектом Льва Ландау.